# La Wantzenau
La Wantzenau település Franciaországban, Bas-Rhin megyében. Lakosainak száma 5879 fő (2022. január 1.). La Wantzenau Hœrdt, Reichstett, Bischheim, Gambsheim, Kilstett, Strasbourg, Vendenheim, Kehl és Rheinau községekkel határos.

## Népesség
A település népességének változása:
| Lakosok száma | 5732 | 5768 | 5909 | 5841 | 5838 | 5881 | 5909 | 5894 | 5879 |
|               | 2013 | 2015 | 2016 | 2017 | 2018 | 2019 | 2020 | 2021 | 2022 |